# ザビーネ・シュピッツ
ザビーネ・シュピッツ（Sabine Spitz、1971年12月27日 - ）は、ドイツ、ヘルリッシュリート出身の女子自転車競技（マウンテンバイク、クロスカントリー(XC)）選手。

## 来歴
2003年、ルガーノで行われた世界選手権・クロスカントリーで優勝したが、その後はノルウェーのグン＝リタ・ダーレ・フレショの壁が厚く、2004年アテネオリンピック（3位）をはじめ、世界選手権でも2、3位どまりの状況が続いていた。
2008年の北京オリンピックでは、ダーレ・フレショが途中棄権したが、ポーランドのマーヤ・ヴウォシュチョヴスカらを抑えて金メダルを獲得した。
2009年、世界選手権バイクマラソンを制覇。

## 主な戦績
2000年
- シドニーオリンピック・XC 9位

2001年
- マウンテンバイク世界選手権・XC 3位

2002年
- マウンテンバイク世界選手権・XC 3位
- マウンテンバイクワールドカップ・XC 総合2位

2003年
- マウンテンバイク世界選手権・XC 優勝
- マウンテンバイクワールドカップ・XC 総合2位

2004年
- アテネオリンピック・XC 3位

2005年
- マウンテンバイク世界選手権・XC 2位
- マウンテンバイクワールドカップ・XC 総合2位
- ドイツ選手権・XC 優勝

2006年
- ドイツ選手権・XC 優勝
- マウンテンバイクワールドカップ・XC 総合3位

2007年
- ヨーロッパ自転車競技選手権大会
  - XC 優勝
  - マウンテンバイクマラソン 優勝
- マウンテンバイク世界選手権
  - XC 2位
  - マウンテンバイクマラソン 2位

2008年
- 北京オリンピック・XC 優勝
- マウンテンバイク世界選手権
  - XC 2位
  - マウンテンバイクマラソン 2位
- ヨーロッパ自転車競技選手権大会 XC 優勝

2009年
- マウンテンバイクマラソン世界選手権 優勝

2010年
- マウンテンバイクマラソン世界選手権 2位

2011年
- マウンテンバイクマラソン世界選手権 2位

2012年
- ロンドンオリンピック・XC
- ドイツ選手権・XC 優勝
- マウンテンバイク世界選手権・チームリレー 3位